# 愛是儀式
愛是儀式是由格倫·伯特尼克（Glen Burtnik）創作和演唱，同時也是冥河合唱團專輯《世紀邊緣》（Edge of the Century）的第一首單曲。
當丹尼斯·德揚忙於討厭的北方佬合唱團（Damn Yankees）時，伯特尼克被冥河聘為新吉他手。伯特尼克在為冥河工作前就已錄製了這首歌，原本他打算將此用於他的第三張個人專輯。在錄製過程中，該曲目為了冥河而重新錄製。伯特尼克的原版歌隨後收錄於其合輯《Retrospectable》中。
〈愛是儀式〉在商業上表現不佳，在《告示牌》百强单曲榜上最高僅排名第80位。